# Annona paraensis
Annona paraensis är en kirimojaväxtart som beskrevs av Robert Elias Fries. Annona paraensis ingår i släktet annonor, och familjen kirimojaväxter. Inga underarter finns listade i Catalogue of Life.